# Montigny Glacier
Montigny Glacier är en glaciär i Antarktis. Den ligger i Östantarktis. Nya Zeeland gör anspråk på området. Montigny Glacier ligger 765 meter över havet.
Terrängen runt Montigny Glacier är kuperad åt nordost, men åt sydväst är den bergig. Terrängen runt Montigny Glacier sluttar österut. Trakten är obefolkad. Det finns inga samhällen i närheten. 